# Rubim
Rubim este un oraș în Minas Gerais (MG), Brazilia.